# طلا (فیلم هندی ۲۰۲۲)
طلا (انگلیسی: Gold) فیلم کمدی-درام مالایالم زبان، محصول سال ۲۰۲۲ هند است که کارگردانی، تدوین و نوشتن فیلمنامه آنرا آلفونس پوترن (Alphonse Puthren) انجام داده‌است. تهیه کنندگی این فیلم را، سوپریا منون از شرکت پریتویراج پروداکشنز و لیستین استفن از شرکت مجیک فریمز به‌طور مشترک بر عهده داشته‌اند. نقش‌های اصلی فیلم را پریتویراج سوکوماران و نایانتارا، در کنار بازیگران نقش مکمل شامل دیپتی ساتی، مالیکا سوکوماران، شامی تیلاکان، لالو الکس، ام. اس. بابوراج، اجمل امیر، شانتی کریشنا، جاگادیش، کریشنا شانکار، روشن متیو، وینای فورت، شباریش وارما و سایجو کوروپ بازی کرده‌اند.